# Museo Casa Natal del Marqués de Sargadelos
El Museo Casa Natal del Marqués de Sargadelos es un museo perteneciente a la red de museos etnográficos de Asturias. 
El museo está situado en la localidad de Ferreirela de Baxo en (Santa Eulalia de Oscos), en lo que fue la casa natal de D. Antonio Raimundo Ibáñez, marqués de Sargadelos. 
Este hombre construyó en el siglo XVIII una fábrica de hierro colado y loza en la localidad de Sargadelos, en Cervo, Lugo. 
El museo reúne un estudio de la industria del hierro , así como el patrimonio cultural de la zona. Consta de dos plantas:
- Superior: En esta planta se ubica una recreación de ambientes de la vivienda de la zona, el patio, la lareira,[2] cuarto de fora,[3] sala, cuarto pequeño por la que accedemos a la planta inferior
- Inferior: Esta zona se centra en los motivos económicos e industriales en los que destacó tanto el marqués como la zona. Aquí se puede destacar la industria textil y la cerámica. En la cerámica existe una muestra de productos de las Reales Fábricas de Sargadelos

La casa se completa con la fragua y la bodega situadas en el corral. 
La casa en la que está ubicado el museo fue donada por Ricardo Duque de Estrada y Tejada, conde de la Vega del Sella y familiar del marqués, reformada en 1774.